# Aldrichiopa compressa
Aldrichiopa compressa är en tvåvingeart som beskrevs av Louis-Paul Mesnil 1974. Aldrichiopa compressa ingår i släktet Aldrichiopa och familjen parasitflugor. Inga underarter finns listade i Catalogue of Life.